# Мері Стін
Мері Доротея Фредеріка Стін (28 жовтня 1856 — 7 квітня 1939) — данська фотографка і феміністка. У віці 28 років відкрила студію в Копенгагені, яка спеціалізувалася на фотографії в приміщеннях. Згодом стала першою придворною жінкою-фотографкою Данії, працюючи не тільки з данською королівською родиною, але, на запрошення принцеси Олександри, і з британською королівською родиною. Стін також зіграла важливу роль у поліпшенні умов для працівниць та заохоченні жінок до професії фотографки.

## Раннє життя
Народилася в селі між Орхусом і Раннерсом на Ютландії в родині шкільного вчителя Нільса Дженсена Стіна та Кароліни Кірстін Петерсен. У пізньому підлітковому віці переїхала до Копенгагена, де закінчила Жіночу бізнес-школу, але незабаром зрозуміла, що не створена для роботи в офісі. Стін вирішила зайнятися фотографією і пройшла навчання спочатку у Швеції, а потім у фотографа в Копенгагені.

## Кар'єра у фотографії

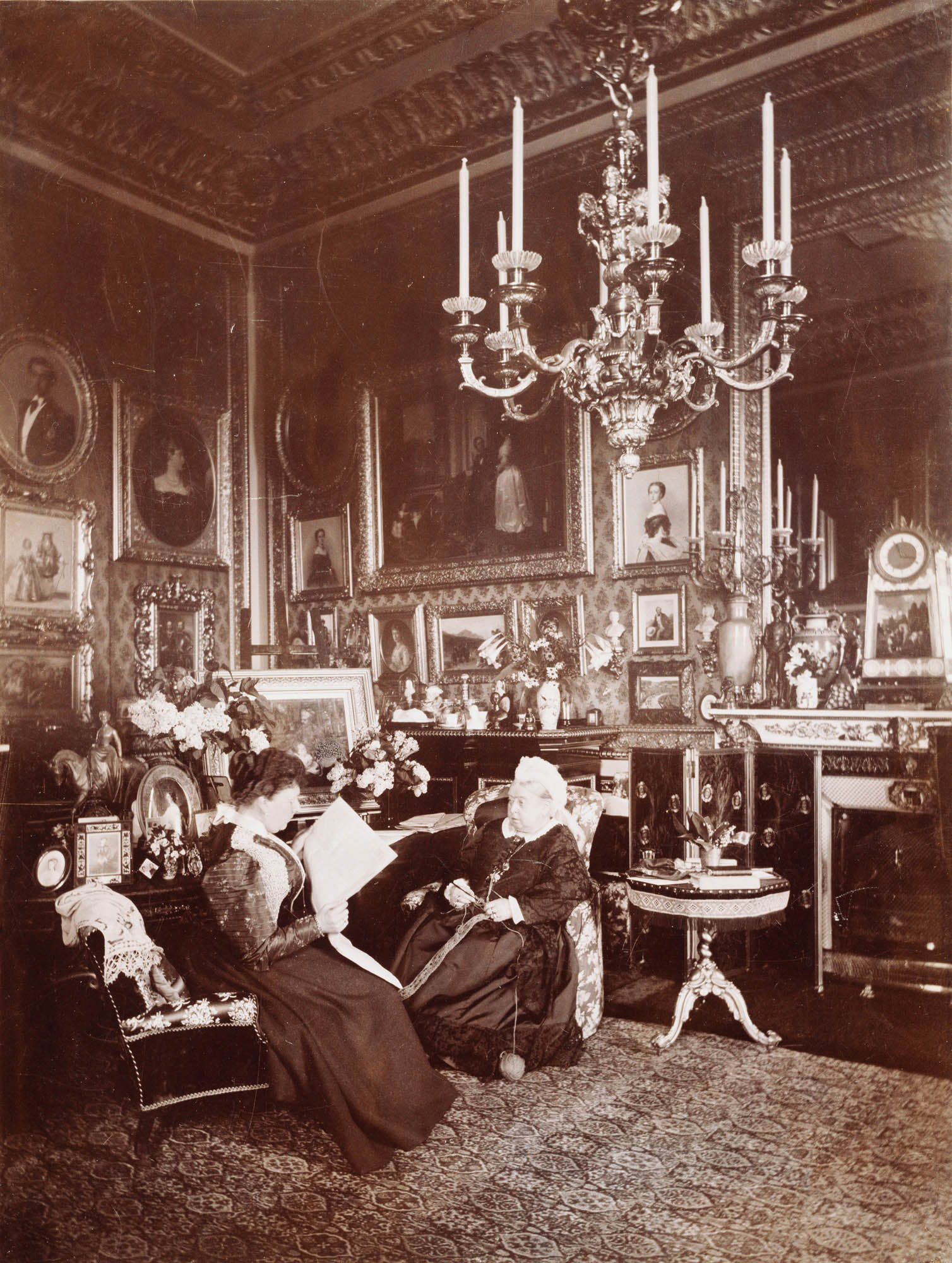
Мері Стін: королева Вікторія та принцеса Беатриса, Віндзорський замок (1895)

У 1884 році, у 28 років, Стін відкрила власну фотостудію на Амагерторві в центрі Копенгагена. На Нордичній виставці 1888 року виграла срібну медаль за свої фотографії як королівських осіб, так і простих громадян, а також виставлялася на Всесвітній виставці 1893 року в Чикаго.
Спеціальністю Стін була фотографія в приміщенні, важкий жанр в ті час, коли електрика не була широко поширеною. Фотографії, які вона зробила у будинку Флеронів у Вестерброгаді в Копенгагені, є одними з перших, на яких зображені люди всередині своєї оселі.
Хатні фотографії зі збірки Et minde fra Fredensborg i fjor (торішні спогади про Фреденсборг) є одними з перших знімків, опублікованих у журналі Illustreret Tidende.
У 1888 році Стін стала першою придворною жінкою-фотографкою принцеси Олександри, яка мала вступити в шлюб з британськти Едуардом VII. Біля 1895 року принцеса Олександра запросила Стін до Лондона, де вона сфотографувала членів королівської родини, зокрема королеву Вікторію у Віндзорському замку.
Внаслідок прогресуючої глухоти Мері Стін закрила свою студію в 1918 році.

## Феміністична діяльність
У 1891 році Мері Стін була першою жінкою в правлінні Асоціації фотографів Данії. Також брала активну участь у данському жіночому товаристві (Dansk Kvindesamfund), де засідала в раді 1889—1892 років. Разом з Джулі Лаурберг сфотографувала провідних фігур данського жіночого руху. У 1891 році отримала грант від Reiersenske Fond, торгового об'єднання, що дозволило їй подорожувати до Німеччини та Відня.
Мері Стін проводила кампанію за покращення умов праці для жінок, включаючи восьмиденну відпустку та півтора вихідних на тиждень. Вона добре ставилася до власного персоналу, платячи хорошу зарплатню.

## Оцінка діяльності
Стін вважала свої роботи мистецтвом. Завдяки їй фотографія поступово ставала все більш привабливою професією для жінок. Агнес Хеннінгсен, яка стала стажисткою у Мері Стін у 1895 р., залишила наступний опис у своїх мемуарах Byen erobret, опублікованих у 1945 р.: «Усе, що стосувалося Мері Стін, було потужним та енергійним».